# DC Universe (streamingdienst)
DC Universe is een Amerikaanse video-on-demand-streamingdienst van DC Entertainment en Warner Bros. Digital Networks. Het netwerk werd aangekondigd in april 2017, de naam en de dienst werden officieel bekendgemaakt in mei 2018. De dienst beschikt over in eigen huis gemaakte televisieprogramma's. Ook is er keuze uit series en films van personages uit DC Comics. De dienst ging van start als een bèta in augustus 2018 en werd officieel gelanceerd op 15 september 2018.

## Content

### Original-programma's
| Titel                    | Genre                     | Première          | Seizoenen | Opmerkingen                                                                                        |
| ------------------------ | ------------------------- | ----------------- | --------- | -------------------------------------------------------------------------------------------------- |
| DC Daily                 | Nieuwsprogramma           | 15 september 2018 | 1 seizoen | Een dagelijks nieuwsprogramma, dat vijf dagen in de week een aflevering vertoont.                  |
| Titans                   | Actie, drama, superhelden | 12 oktober 2018   | 1 seizoen | Wordt vervolgd met een tweede seizoen. De serie is in Nederland te bekijken via Netflix.           |
| Young Justice: Outsiders | Superhelden               | 4 januari 2019    | 1 seizoen | Het eerste deel van het seizoen verscheen in januari 2019, de tweede helft volgt in juni 2019.     |
| Doom Patrol              | Drama                     | 15 februari 2019  | 1 seizoen | Een spin-offserie van Titans. Het eerste seizoen werd uitgezonden vanaf februari t/m mei.          |
| Swamp Thing              | Horror                    | 31 mei 2019       | 1 seizoen | Kort na het verschijnen van de eerste aflevering is bekendgemaakt dat er geen tweede seizoen komt. |

### Verwachte Original-programma's

#### Besteld
| Titel             | Genre             | Première          |
| Live-actionseries | Live-actionseries | Live-actionseries |
| ----------------- | ----------------- | ----------------- |
| Stargirl          | Drama             | begin 2020        |
| Animatieseries    |                   |                   |
| Harley Quinn      | Adult comedy      | oktober 2019      |

#### In ontwikkeling
| Titel      | Genre |
| ---------- | ----- |
| Metropolis | Drama |

### Films en televisieseries
Bij lancering bestond de dienst uit de vier Superman-films met Christopher Reeve, Batman Begins, The Dark Knight, de animatieseries Batman: The Animated Series, Static Shock, Young Justice, Teen Titans, Batman Beyond, Batman: The Brave and the Bold en Justice League, en de live-actiontelevisieseries Lois & Clark en Wonder Woman, de laatstgenoemde geremasterd in high definition.